# Districtul Chai Prakan
Chai Prakan (în thailandeză ไชยปราการ) este un district (Amphoe) din provincia Chiang Mai, Thailanda, cu o populație de 44.760 de locuitori și o suprafață de 510,9 km².